# Minisode 2: Thursday's Child
『minisode 2: Thursday's Child』（ミニソード2: サーズデイズ・チャイルド）は、韓国の5人組男性アイドルグループTOMORROW X TOGETHERの韓国での4thミニアルバムである。2022年5月9日にBIGHIT MUSICよりリリースされた。

## 背景
2022年4月14日、本作のリリースが発表され、YouTubeでティザー映像が公開された。
これまで『THE Dream Chapter』シリーズの『STAR』『MAGIC』『ETERNITY』では「夢を追う少年たちの成長物語」、『THE Chaos Chapter』の『FREEZE』では「急な世界からの襲撃で何もできず凍ってしまった少年のストーリー」、『FIGHT OR ESCAPE』では「世界に立ち向かって戦うか（FIGHT）現実から逃げ出したい（ESCAPE）少年の衝動」が描かれてきたが、4枚目のミニアルバムとなる本作では「もう一つの成長ストーリー」が描かれている。

## 音楽性

### Opening Sequence
オルタナティブR&Bジャンルの「Opening Sequence」は、初めて迎えた別れの瞬間を映画のオープニングシーケンスに例えた楽曲。

### Good Boy Gone Bad
ハードコアヒップホップの「Good Boy Gone Bad」は、純粋だった少年が、永遠のようだった初恋が終わった後、怒りと喪失の感情に包まれる姿を描いた楽曲。

### Trust Fund Baby
ポップバラードの「Trust Fund Baby」のタイトルは、英訳で「お金持ちの子息」だが、韓国での流行りの言い回しとして富裕層である「金の匙」を表す。『The Chaos Chapter: FIGHT OR ESCAPE』の「LO$ER=LO♡ER」では、お金さえあれば愛を守れると思った少年の想いが歌われているが、この曲は愛を守るのに失敗した少年が、夢も愛も勝ち取る「金の匙」を見て虚脱感を覚えるという内容となっている。曲中の「彼らの人生にはないゲームオーバー」という歌詞は、テヒョンがゲームをしている時に着想を得たといい、お金持ちはいくらでも課金してゲーム（人生）に勝てることを表している。

### Lonely Boy (The tattoo on my ring finger)
「Lonely Boy (The tattoo on my ring finger)」と「Thursday’s Child Has Far To Go」はグループ初のユニット曲となっている。
コンテンポラリーR&Bジャンルの「Lonely Boy (The tattoo on my ring finger)」は ヨンジュンとヒュニンカイのユニット曲で、初めての別れを経験した少年が、薬指に残ったカップルタトゥーを見ながら感じる感情が描かれている。

### Thursday’s Child Has Far To Go
「Thursday’s Child Has Far To Go」はスビン、ボムギュ、テヒョンのユニット曲で、別れの悲しみを乗り越え、肯定的な気持ちで新しい道を進もうとする少年の意志が込められている。

## チャート成績
オリコンによると、5月30日付の「週間アルバムランキング」で15.1万枚を売り上げ、1位を獲得した。前週の初登場7位から順位を上げた。
Billboard JAPANによると初週155,803枚を売り上げ、9月6日付の「Top Albums Sales」で2位を獲得した。

## 収録曲
| #         | タイトル                                      | 作詞  | 作曲・編曲 | 時間 |
| --------- | --------------------------------------------- | ----- | ---------- | ---- |
| 1.        | 「Opening Sequence」                          |       |            | 2:58 |
| 2.        | 「Good Boy Gone Bad」                         |       |            | 3:12 |
| 3.        | 「Trust Fund Baby」                           |       |            | 2:36 |
| 4.        | 「Lonely Boy (The tattoo on my ring finger)」 |       |            | 2:49 |
| 5.        | 「Thursday's Child Has Far To Go」            |       |            | 3:31 |
| 合計時間: | 合計時間:                                     | 15:06 |            |      |